# Aidan Gallagher
 (juin 2022).
Pour les articles homonymes, voir Gallagher.
Aidan Gallagher est un acteur américain, né le 18 septembre 2003 à Los Angeles en Californie. 
Son premier rôle principal a été l'un des frères quadruplés, Nicky Harper, dans la série télévisée Nickelodeon Nicky, Ricky, Dicky et Dawn. Il est surtout connu pour son rôle de « Numéro 5 / Le garçon » dans la série télévisée américaine Umbrella Academy (depuis 2019).

## Biographie
Aidan Gallagher naît en 2003 à Los Angeles, il vit aux États-Unis.  

### Carrière
Aidan Gallagher commence sa carrière à tout juste 9 ans, lorsqu'il apparaît dans un épisode du sitcom Modern Family, diffusé sur la chaîne américaine ABC.
Entre 2014 et 2018, il joue le rôle de Nicky Harper dans la série Nicky, Ricky, Dicky et Dawn diffusée sur Nickelodeon.  
Il a écrit 6 chansons; For You, Time, I Love You, Blue Neon, 4th of July et Miss You qui fut créé avec sa meilleure amie Trinity Rose.
En 2019, il joue le rôle de « Numéro 5 / Le garçon » l'un des personnages principaux dans la série télévisée américaine Umbrella Academy, diffusée sur Netflix à partir du 15 février 2019.

### Activisme
Aidan Gallagher est actif sur les questions environnementales et il défend plusieurs associations environnementales. 
En juin 2018, Aidan est entré dans l'histoire en devenant le plus jeune Ambassadeur de bonne volonté de l'ONU de l'Histoire (à 16 ans) après cinq ans de travail en tant qu'ambassadeur auprès de nombreuses organisations environnementales.
Il a servi comme un jeune activiste pour un grand nombre d'organisations environnementales, dont Waterkeeper Alliance, WildAid et Oceanic Preservation Society.
En septembre 2018, les Nations unies le poussent à prendre la parole lors du Sommet mondial sur le climat pour le gouverneur Jerry Brown à San Francisco devant les dirigeants mondiaux représentant la jeunesse du monde.
En octobre 2018, Aidan rencontre des dirigeants des Nations unies au siège de l'ONU à New York et est invité par le gouvernement du Royaume-Uni et le prince William à accueillir le sommet sur le commerce illégal d'espèces sauvages à Londres et à présenter le duc de Cambridge sur scène. Aidan est un chanteur, compositeur, guitariste et pianiste accompli et compositeur / producteur - sa première passion est l'amour de l'océan et le travail pour sauver l'environnement.

## Filmographie

### Télévision

#### Séries Télévisées
- 2013 : Modern Family : Alec (saison 4, épisode 18)
- 2014-2018 : Nicky, Ricky, Dicky et Dawn : Nicky Harper (rôle principal)
- 2019-2024 : Umbrella Academy : « Numéro 5 / Le garçon » (rôle principal)

#### Téléfilms
- 2013 : Jacked Up : Evan
- 2015 : Nickelodeon's Ho Ho Holiday Special : Aidan Gallagher
- 2017 : Nickelodeon's Sizzling Summer Camp Special : Beach Guy

## Distinctions
| Année | Prix                                  | Catégorie                                                    | Nomination                  | Résultat   |
| ----- | ------------------------------------- | ------------------------------------------------------------ | --------------------------- | ---------- |
| 2017  | 30e cérémonie des Kids' Choice Awards | Meilleure star de télévision masculine                       | Nicky, Ricky, Dicky et Dawn | Nomination |
| 2016  | 29e cérémonie des Kids' Choice Awards | Acteur de télévision préféré                                 | Nicky, Ricky, Dicky et Dawn | Nomination |
| 2016  | Young Artist Awards                   | Meilleure distribution exceptionnel dans une série télévisée | Nicky, Ricky, Dicky et Dawn | Nomination |